# Trogonostomus sudanicum
Trogonostomus sudanicum är en skalbaggsart som beskrevs av Ohaus 1935. Trogonostomus sudanicum ingår i släktet Trogonostomus och familjen Rutelidae. Inga underarter finns listade i Catalogue of Life.